# Песчанка Пржевальского
Песчанка Пржевальского (лат. Brachiones przewalskii) —  единственный вид монотипического рода Brachiones подсемейства песчанковых (Gerbillinae). Род Brachiones (от древнегреческого brachion βραχιων, «рука») с типовым видом Brachiones przewalskii был описан Олдфилдом Томасом в 1925 году.

## Описание
Длина тела (включая голову) от 80 до 95 мм, хвост — 70—80 мм, длина задней ступни — 22—24 мм, длина ушей — 6 —9 мм и вес до 42 г. Верх бледный серовато-желтый, бледный желтовато-коричневый или светлый песчано-серый. Брюшко, передние конечности и ступни белые. Хвост короче, чем голова и тело и беловатый или желто-коричневый и становится тоньше к концу. Задние конечности полностью покрыты волосами, тогда как подошвы передних конечностей обнажены. Уши маленькие. Когти на передних конечностях очень сильные.
Зубная формула: {\displaystyle I{1 \over 1}C{0 \over 0}P{0 \over 0}M{3 \over 3}=16}.

## Подвиды
Известны три подвида:
1. Brachiones przewalskii przewalskii (Büchner, 1889) — Синцзян, Ганьсу. Лектотип выделен из оригинальной серии В. Г. Гептнером (1934), № С. 1911 ЗИН,  типовое местонахождение р. Черчен, Синьцзян, апрель 1885, по сборам Н. М. Пржевальского. Три экземпляра типовой серии: № С. 2204, р. Хотан; №№ С. 2312-2313, оазис Ния — отнесены Гептнером к подвиду B. p. arenicolor[5]. Описывая своё путешествие по среднему течению реки Черчен в апреле 1985 года,  Пржевальский отметил: "Животная жизнь как на самой Черчен-дарье, так и по ея долине, несмотря на время горячего пролета, в особенности мелких пташек, была весьма бедная. Из зверей нам попадались довольно часто хара-сульты; кое-где видны были следы маралов; водятся здесь также зайцы и песчанки (Gerbillus lepturus n.sp.)"[6].
2. B. przewalskii arenicolor (Miller, 1900) — западная часть бассейна Тарима
3. B. przewalskii callichrous Heptner, 1934 — Внутренняя Монголия. Голотип № С. 46161 ЗИН, Низовье р. Эцзин-гол близ оз. Сого-нор, 3 апреля 1926[5].

## Распространение
Эндемик Китая, обитает в провинциях Ганьсу, во Внутренней Монголии и Синьцзяне. Населяет полузакреплённые песчаные барханы с плотными кронами кустарников или дюны, которые лежат находятся к древесной растительности оазисов.

## Образ жизни
Создает простые системы туннелей и нор, не глубже 60 см и входными отверстиями около 4,5 см. По словам Н. М. Пржевальского особенно многочисленны эти песчанки в области Лобнора, здесь они копают свои многочисленные норы по сухим местам на берегах Тарима. Размножение начинается уже в начале февраля (судя по развитию семенников у самцов). В молодые, пойманные в конце августа 1885 года, были по размерам уже в 1/3 взрослых особей. В дневное время зверек не активен, по крайнем мере Н. М. Пржевальский ни разу не видел их днём. Лобнорцы называют этих песчанок "малтагуч", что в переводе означает "копатель".
Относительно короткое "коренастое" тело, редуцированные ушные раковины, укороченный хвост, длинные когти на передних лапах говорят о  том, что этот вид специализирован к рытью грунта.

## Угрозы и охрана
МСОП считает, что серьезных угроз для данного вида нет. Может присутствовать на особо охранных природных территориях. Но в 2004 году вид был внесён в региональный Красный список Китая как не находящийся под угрозой исчезновения.